# أحمد حسين (عزبة)
عزبة أحمد حسين، عزبة تابعة لقرية شباس الملح، التابعة لمركز دسوق، التابع لمحافظة كفر الشيخ في جمهورية مصر العربية.